# هوش فرازمینی
هوش فرازمینی به حیات فرازمینی هوشمند فرضی اشاره دارد. این پرسش که آیا تمدن‌های دیگر در خارج از کره زمین ممکن است وجود داشته باشند از زمان‌های قدیم مورد بحث بوده‌است. این فرضیه زمانی مطرح شد که انقلاب کوپرنیکی شکل گرفت؛ بر اساس نظریهٔ کوپرنیک خورشید مرکز دنیا در نظر گرفته شده و دیگر کرات و سیارات از جمله زمین به شکل ساکن و با سرعت‌های ثابتی به دور آن می‌چرخند. این سؤال که آیا در سایر سیارات یا قمرها زندگی فرازمینی وجود دارد، نتیجه این درک جدید بود. این سؤال به یکی از بحث برانگیزترین سوالات علمی تبدیل شده‌است و یکی از موضوعات اصلی داستان‌های علمی تخیلی و فرهنگ عامه است.
در ژوئن ۲۰۲۰، ستاره شناسان دانشگاه ناتینگهام از احتمال وجود بیش از ۳۶ حیات فرازمینی هوشمند در کهکشان راه شیری خبر دادند. محققان می‌گویند فاصله متوسط با یکی از این تمدن‌های بیگانه هوشمند به ۱۷ هزار سال نوری می‌رسد در نتیجه ارتباط با آن‌ها در حال حاضر غیرممکن است.